# Hoholau
Hoholau ist ein osttimoresischer Suco im Verwaltungsamt Aileu (Gemeinde Aileu).

## Geographie

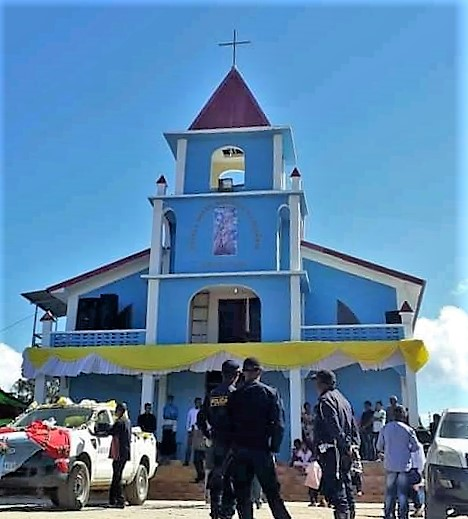
Kapelle Nossa Senhora do Rosario in Hoholau

Der Suco Hoholau liegt im Westen des Verwaltungsamts Aileu. Südöstlich liegt der Suco Liurai, nordöstlich der Suco Seloi Malere und nördlich der Suco Seloi Craic. Im Westen grenzt Hoholau an die Gemeinde Ermera mit ihren Sucos Eraulo (Verwaltungsamt Letefoho) und Lauala (Verwaltungsamt Ermera). Durch den Norden fließt der Fluss Olomasi, etwas südlicher entspringt der Manomau. Beide Flüsse münden in den westlichen Grenzfluss, dem Gleno. Die Flüsse gehören zum System des Lóis. Hoholau hat eine Fläche von 27,10 km².
Der Suco teilt sich in die fünf Aldeias Aslimhati, Hatulai, Manubata, Mau-Uluria (Mauloria, Maururia) und Saharai.
Nur kleinere Straßen führen nach Hoholau. Eine kommt aus dem Suco Seloi Malere, durchquert den Ort Acolimamate und endet im Dorf Ouelae. Südlich davon befindet sich das Dorf Fisunia, zu dem, und einer weiteren Siedlung, eine Abzweigung führt. Die zweite Straße durchquert Hoholau von Nord nach Süd, führt im Norden durch das Dorf Asumhati, kreuzt die erste Straße in Acolimamate, wo sich der Sitz des Sucos befindet, passiert den Ort  Mau-Uluria und im Süden das Dorf Hatulai. In Ouelae und in Hatulai gibt es jeweils eine Grundschule.

## Einwohner
Im Suco leben 1.593 Einwohner (2022), davon sind 839 Männer und 754 Frauen. Im Suco gibt es 290 Haushalte. Über 91 % der Einwohner geben Mambai als ihre Muttersprache an. Über 8 % sprechen Tetum Prasa.

## Geschichte
1977, während des Krieges gegen die indonesischen Invasoren befahl das Zentralkomitee der FRETILIN, dass die Bevölkerung von Hoholau nach Lequidoe umsiedeln sollten. 500 Einwohner gingen, nur eine kleine Anzahl blieb da. Ein FRETILIN-Angehöriger erschoss einige Menschen, die sich weigerten umzusiedeln. Sie wurden von der indonesischen Armee angegriffen, drei Menschen starben. In Lequidoe starben etwa 300 Menschen.
Anfang September 1999 zerstörten während der Operation Donner Mitglieder der AHI-Miliz (Aku Hidup dengan Integrasi/Indonesia) systematisch mehrere Sucos in Aileu, so auch Hoholau am 9. September. Häuser wurden niedergebrannt und das Nutzvieh getötet.

## Politik
Bei den Wahlen von 2004/2005 wurde Duarte Soares zum Chefe de Suco gewählt und 2009 in seinem Amt bestätigt. Die Wahlen 2016 gewann Orlando Maia und 2023 Minario da Silva.

## Persönlichkeiten
- José Pacheco Soares (* 1970), Politiker